# Valentin Schumann senior

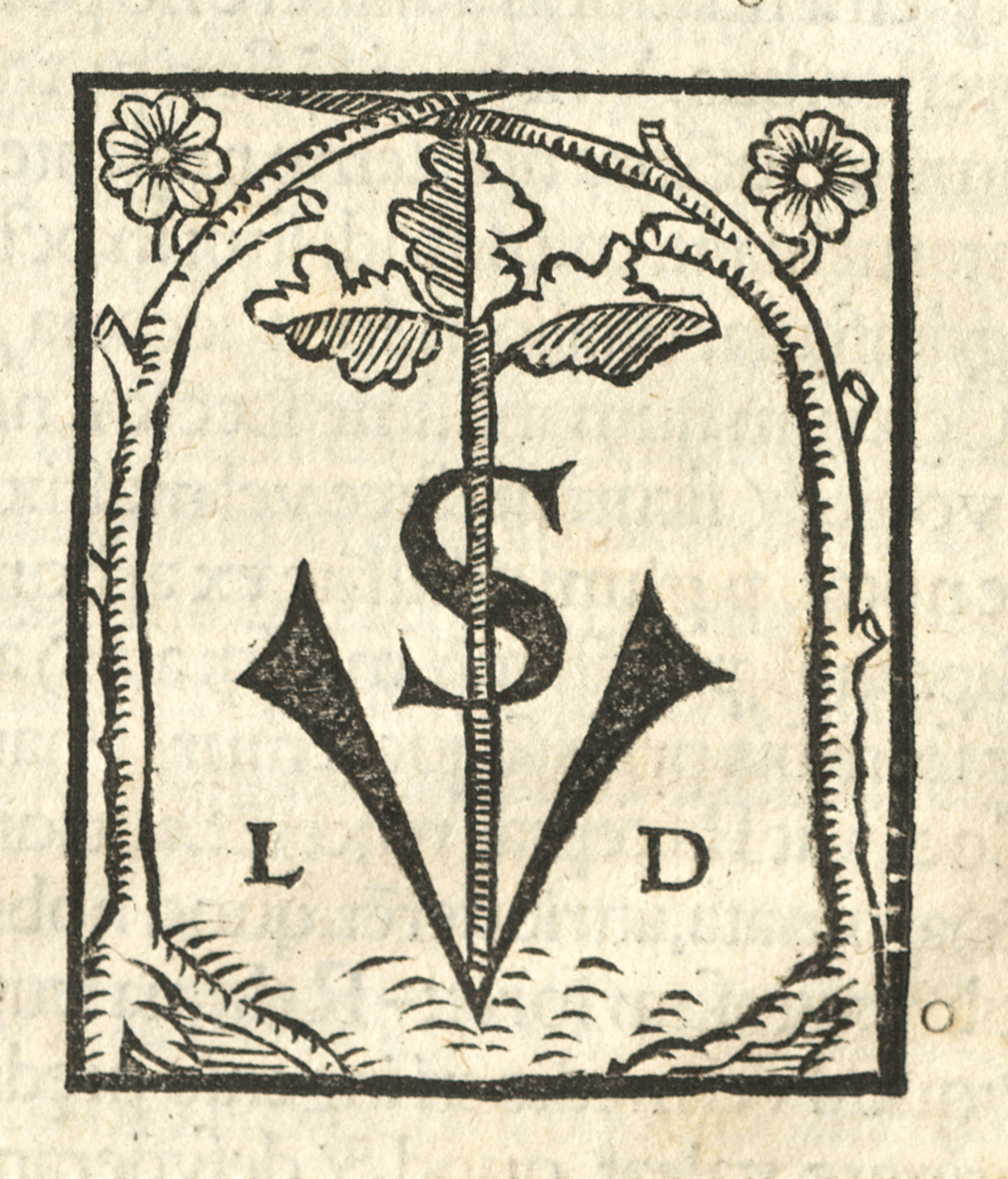
Druckersignet von Valentin Schumann, 1516

Valentin Schumann († 1542 in Leipzig) war ein Frühdrucker und Buchhändler, der als erster deutscher Drucker griechische und hebräische Lettern verwendete und von 1514 bis 1542 wirkte.

## Leben und Wirken

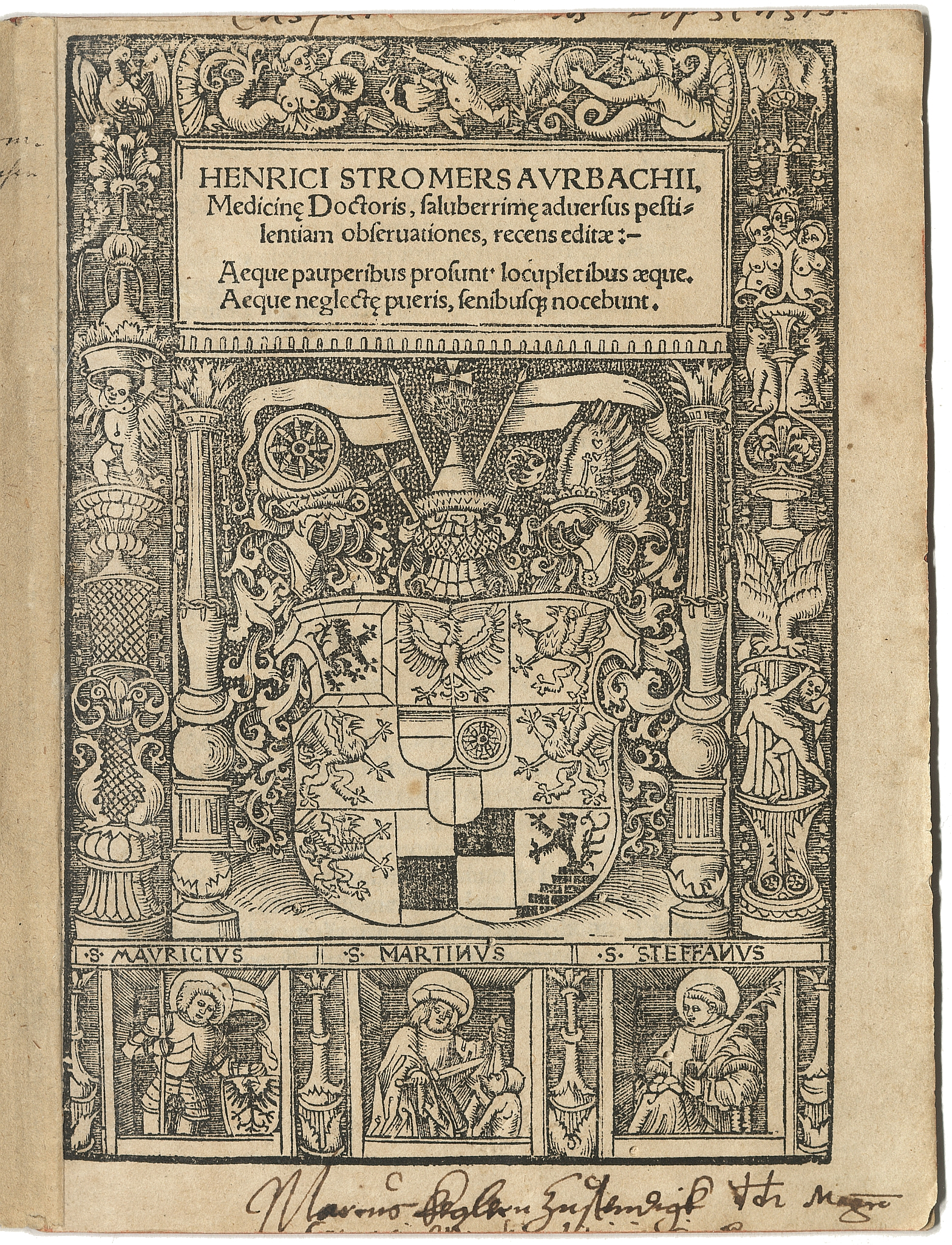
Heinrich Stromer von Auerbachs Adversus pestilentiam observationes in einer Ausgabe von Schumann, Titelholzschnitt mit Wappen (Albrecht von Brandenburg) und den Heiligen Mauritius, Martin und Stephanus, 1516

Valentin Schumann wurde als Sohn eines Leipziger Bürgers geboren und erhielt 1514 ebenfalls das Leipziger Stadtbürgerrecht. Noch im gleichen Jahr begann er mit seiner Drucktätigkeit, in der ersten Zeit vor allem mit Übersetzungen antiker griechischer und römischer Autoren, Schriften von Humanisten wie Erasmus von Rotterdam oder Johannes Reuchlin sowie Lehrbüchern. Abnehmer dieser in Latein gedruckten Werke waren vor allem Studenten der Universität Leipzig. Die meisten seiner ersten Drucke umfassten nur wenige Bögen.
Im Jahr 1516 druckte er erstmals in Deutschland ein Buch mit griechischen Lettern, dabei handelte es sich um die kleine griechische Grammatik Tabulae, Grecas Literas Compendio des englischen Philologen Richard Croke, der zu der Zeit an der Leipziger Universität lehrte. 1520 folgte mit Elementale Hebraicum von Philipp Michel Novenianus eine kleine Grammatik in hebräischen Lettern. Zwischen 1518 und Anfang 1521 druckte Schumann zunächst zahlreiche reformatorische Schriften u. a. von Martin Luther, nach einer von Herzog Georg dem Bärtigen verordneten kurzen Haft im Februar 1521 fast ausschließlich Werke von Gegnern Luthers. 1520 erschien bei ihm die Erstausgabe von Georg Rhaus Enchiridion Musicae Mensuralis, eines der einflussreichsten Musiklehrbüchern des 16. Jahrhunderts. 1523/1526 ruhte seine Drucktätigkeit in Leipzig. Im Frühjahr 1523 siedelt er mit seiner Familie nach Wittenberg über, wo er auch als Drucker tätig war. Anschließend richtete er die sogenannte Emserpresse ein, die 1524 durch Hieronymus Emser als erste Dresdener Druckerei gegründet und durch Drucker aus Leipzig betrieben wurde. 1526 kehrte er nach Leipzig zurück. Nach Einführung der Reformation in Sachsen druckte er 1539 unter dem Titel Geistliche lieder, auffs new gebessert und gemehrt die erweiterte Ausgabe eines 1535 erschienenen Gesangbuches von Joseph Klug, u. a. mit dem erstmals in einem Buch veröffentlichten Kirchenlied Vater unser im Himmelreich von Martin Luther. Das Werk hatte großen Erfolg und erschien zu Schumanns Lebzeiten 1540 und 1542 noch in einer zweiten und dritten Auflage.
Schumann war der erste Leipziger Drucker, der mit viel Buchschmuck arbeitete, zahlreiche seiner Bücher enthielten auch großformatige Holzstiche, u. a. von Heinrich Vogtherr dem Älteren. Zudem war er in seiner Wirkungszeit einer der produktivsten Drucker in der Messestadt, im Verzeichnis der im deutschen Sprachbereich erschienenen Drucke des 16. Jahrhunderts (VD 16) sind 525 Titel nachgewiesen. Seine Werkstatt und eine Buchhandlung hatte Schumann in der Ritterstraße und in der damaligen Grimmaischen Gasse (heute Grimmaische Straße). 
Sein gleichnamiger Sohn Valentin Schumann junior (um 1520–nach 1559) war ausgebildeter Schriftgießer, Landsknecht sowie Schriftsteller und veröffentlichte 1559 die bedeutende Schwanksammlung Nachtbüchlein.